# Orthemis schmidti
Orthemis schmidti – gatunek ważki z rodziny ważkowatych (Libellulidae). Występuje na terenie Ameryki Południowej.